# Русце (община Враня)
 Тази статия е за селото в община Враня.  За селото в община Буяновац вижте Русце (община Буяновац).  
Русце или Русци (на сръбски: Русце или Rusce) е село в Югоизточна Сърбия, Пчински окръг, Град Враня, община Враня.

## География
Селото се намира в планински район, на дясната страна на Големия дол. По своя план е пръснат тип селище. Отстои на 30,7 км южно от общинския и окръжен център Враня, на 6,6 км североизточно от село Бърняре, на югоизток от село Бущране, на югозапад от село Копаняне и непосредствено на север от буяновашкото село Русце.

## История
Според разкази на стари хора преди основаването на Русце, в местността Поле (Маковище), на лявата страна на Големия дол се е намирало старото село Брестовац, унищожено от чума. След време идват заселници и полагат основите на днешното село.
Първоначално Русце се е намирало в местността Селище при Наставачката махала, но по-късно голяма част от жителите му се установяват в имотите си извън селото и постепенно се оформят отделни махали. След 1878 г. селото е разделено между Сърбия и Османската империя, като турската част се обособява в самостоятелно селище – днешното буяновашко село Русце. Към 1903 г. селото е съставено от пет махали – Велковска, Джорджиинска, Наставачка, Тасинска и Качковска и има 33 къщи.
По време на Първата световна война селото е във военновременните граници на Царство България, като административно е част от Вранска околия на Врански окръг.

## Население
Според преброяването на населението от 2011 г. селото има 79 жители.

### Етнически състав
Данните за етническия състав на населението са от преброяването през 2002 г.
- сърби – 73 жители (100%)